# Norm Siebern
Norman Leroy Siebern (San Luis, Misuri, 26 de julio de 1933-Naples, Florida, 30 de octubre de 2015), más conocido como Norm Siebern, fue un jugador profesional estadounidense de béisbol que se desempeñó en la posición de primera base en las Grandes Ligas de Béisbol (MLB). Es poseedor de un Guante de Oro.

## Carrera
Siebern jugó como profesional tres temporadas en New York Yankees (1956, 1958-1959), después pasó por varios equipos, Kansas City Athletics (1960-1963), Baltimore Orioles (1964-1965), California Angels (1966), San Francisco Giants (1967), y finalmente, se unió a Boston Red Sox, donde jugó dos temporadas (1967-1968), y fue el equipo en el que se retiró.

## Premios
Fue galardonado con el Guante de Oro en una oportunidad (1958).